# Fort du Mont Bart
Il Fort du Mont Bart è un forte parte del Sistema Séré de Rivières situato presso la città di Montbéliard, in Franca Contea, Francia. Il forte domina le valli del Doubs e dell'Allan, a 497 metri di altitudine. La sua funzione era di seconda linea alle spalle della regione fortificata di Belfort, fungendo da posto di controllo della strada per Besançon. L'elemento più caratteristico della struttura è la sua "strada interna", originariamente costruita all'aperto come cortile, poi coperta durante la prima guerra mondiale con cemento armato.

## Posizione strategica
L'importanza strategica del sistema fortificato di Belfort divenne evidente durante la guerra franco-prussiana del 1870, crescendo ulteriormente negli anni successivi, dopo la perdita dell'Alsazia e della Lorena. Il sistema difensivo francese andava ripensato alla luce dei nuovi confini e delle nuove esigenze date dalle mutate tecnologie belliche della seconda metà del XIX secolo. Il nuovo forte fu progettato per adeguarsi a questi nuovi sviluppi e a supporto del sistema fortificato situato nelle vicinanze.

## Descrizione
Il forte pentagonale è circondato da un fossato, dotato di bocche di fuoco tramite le caponiere. La struttura centrale è interrata e circondata in superficie da piattaforme per sparare. Le piattaforme erano originariarmente dotate di quattro cannoni da 155mm, cinque cannoni da 120mm e uno da 138 mm. Quattro mortai da 220mm completavano la dotazione. Le casematte erano armate con una torretta Mougin da 155mm e da quattro cannoni da 138mm. A questo si aggiunge una batteria separata con quattro cannoni da 95mm e varie altre bocche da fuoco più piccole per difendere le mura delle casematte. Dal 1914 alle piattaforme sono stati aggiunti quattro cannoni da 90mm e tre cannoni da 120mm. Varie mitragliatrici si trovavano sulle mura esterne del forte. L'unico accesso tramite cui si accedeva al forte era tramite un ponte levatoio.
Il forte copre una superficie di circa 3,5 ettari. Il materiale da costruzione viene dalla cava di Bavans, ai piedi del massiccio.

## Storia

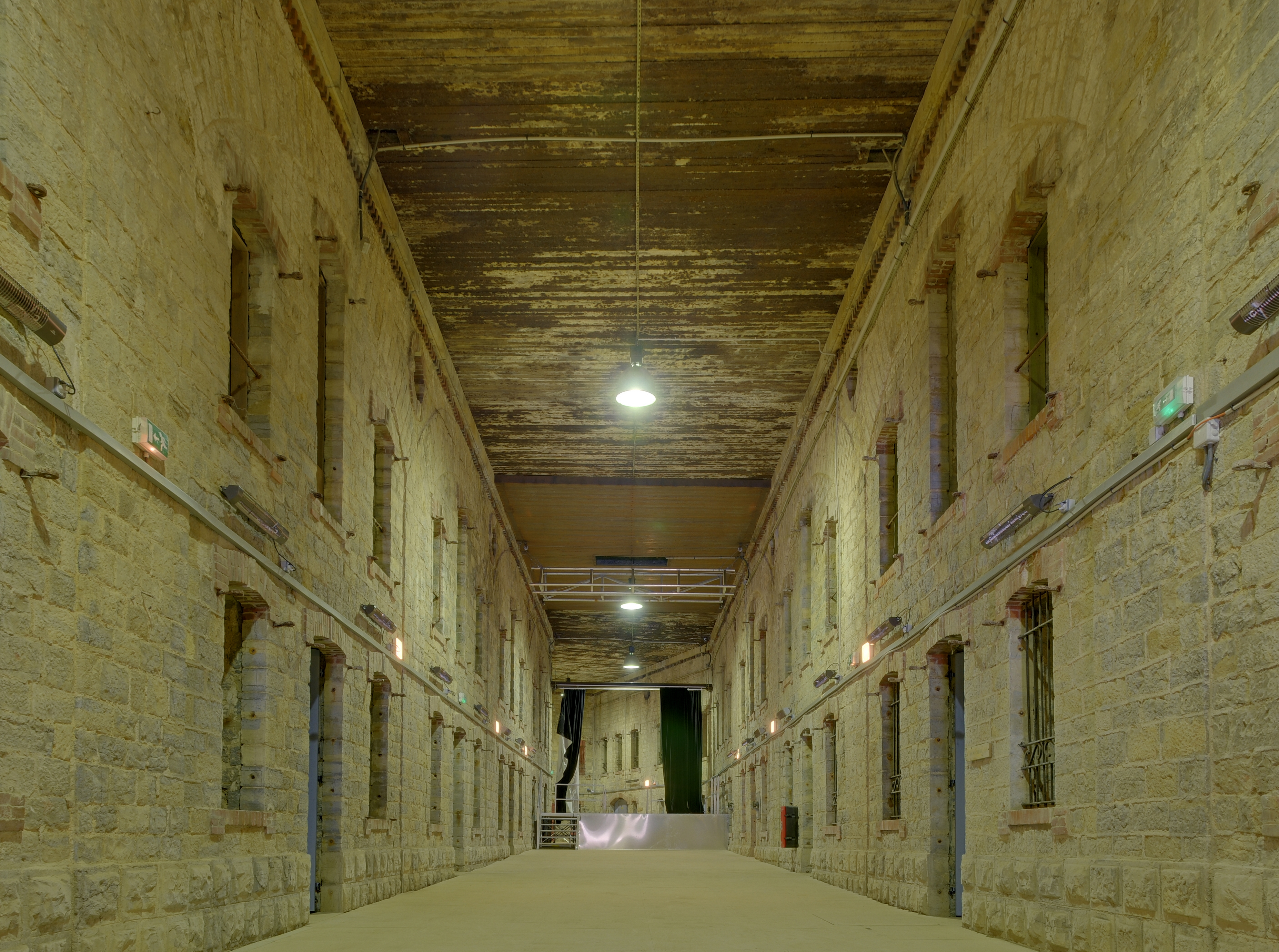
Il cortile centrale coperto

Il forte venne ristrutturato nel 1889, con la costruzione di un arsenale scavato nella roccia delle fondazioni. Negli anni 1913-1914 venne aggiunto uno strato di cemento armato spesso 1,65 sopra la caserma centrale e la corte, caso unico nel sistema Séré de Rivières. Una seconda casamatta Mougin fu proposta nel 1878, ma mai costruita.
Nel 1940 il forte fu usato dalle truppe del 159º Reggimento di Artiglieria pesante (RAP), come parte del Settore Difensivo di Montbéliard. Dal 16 marzo 1940 il Settore Difensivo di Montbéliard divenne il Settore Fortificato di Montbéliard.
Durante la seconda guerra mondiale il forte fu spogliato dei propri armamenti. Rimase occupato da forze militari fino al 1960, quando fu abbandonato. Al momento è di proprietà del governo regionale di Montbéliard e attualmente sotto restauro.